# Las Hormazas
Las Hormazas – gmina w Hiszpanii, w prowincji Burgos, w Kastylii i León, o powierzchni 36,58 km². W 2011 roku gmina liczyła 109 mieszkańców.